# 宮城県石巻北高等学校飯野川校
宮城県石巻北高等学校飯野川校（みやぎけんいしのまききたこうとうがっこういいのかわこう）は、宮城県石巻市に所在する県立高校である。

## 概要
- 設置学科　定時制課程　昼間部
  - 普通科

## 沿革
- 1927年 - 飯野川実科高等女学校として創立
- 1948年 - 校名を宮城県飯野川高等学校に変更
- 1949年 - 男女共学となる
- 1950年 - 宮城県に移管され県立高校となる
- 1951年 - 十三浜に分校を設置
- 2010年
  - 4月 - 飯野川高校の閉校に伴い、宮城県石巻北高等学校の分校となって、現在の校名となる。
  - 8月 - 飯野川高校跡地に移転。

## 近辺
- 石巻市河北総合支所
- 河北警察署
- 北上川
- 追浜川
- 古川
- 北上大堰
- 飯野川小学校
- 飯野川中学校
- 飯野川保育所
- 国道45号
- 県道30号
- 県道33号
- 県道197号
- 河北郵便局